# Laminaria
Laminaria J.V.Lamour. es un género de algas pardas (Phaeophyceae) caracterizado por láminas largas, correosas y relativamente grandes. Es un género económicamente importante que comprende 31 especies, algunas de las cuales llevan el nombre común de diablo por su forma, o colador del mar por las perforaciones presentes en la lámina.  Se hallan en el océano Atlántico norte y océano Pacífico norte, a profundidades de 8 a 39 m y excepcionalmente a 120 m de profundidad en las aguas más cálidas del mar Mediterráneo y de Brasil.

## Ciclo vital
El ciclo vital de Laminaria presenta dos etapas: un esporófito macroscópico diploide y un gametófito microscópico haploide. El esporófito diploide, después de la meiosis, produce esporas con flagelos. Estos crecen en gametófitos, la mitad masculinos y la otra mitad femeninos, formando microscópicos filamentos ramosos. Los gametófitos masculinos forman pequeños anteridios unicelulares, que fertilizan la célula huevo, que permanece adherida al oogonio. El cigoto luego se desarrolla y crece para convertirse en el esporófito.

## Usos
Laminaria se usa en la producción de cloruro de potasio y iodo. Trozos de laminaria seca se usan medicinalmente para inducir la dilatación cervical del útero. También es un alimento nutritivo; así por ejemplo, la especie Laminaria japonica se usa frecuentemente en la gastronomía de Japón. 

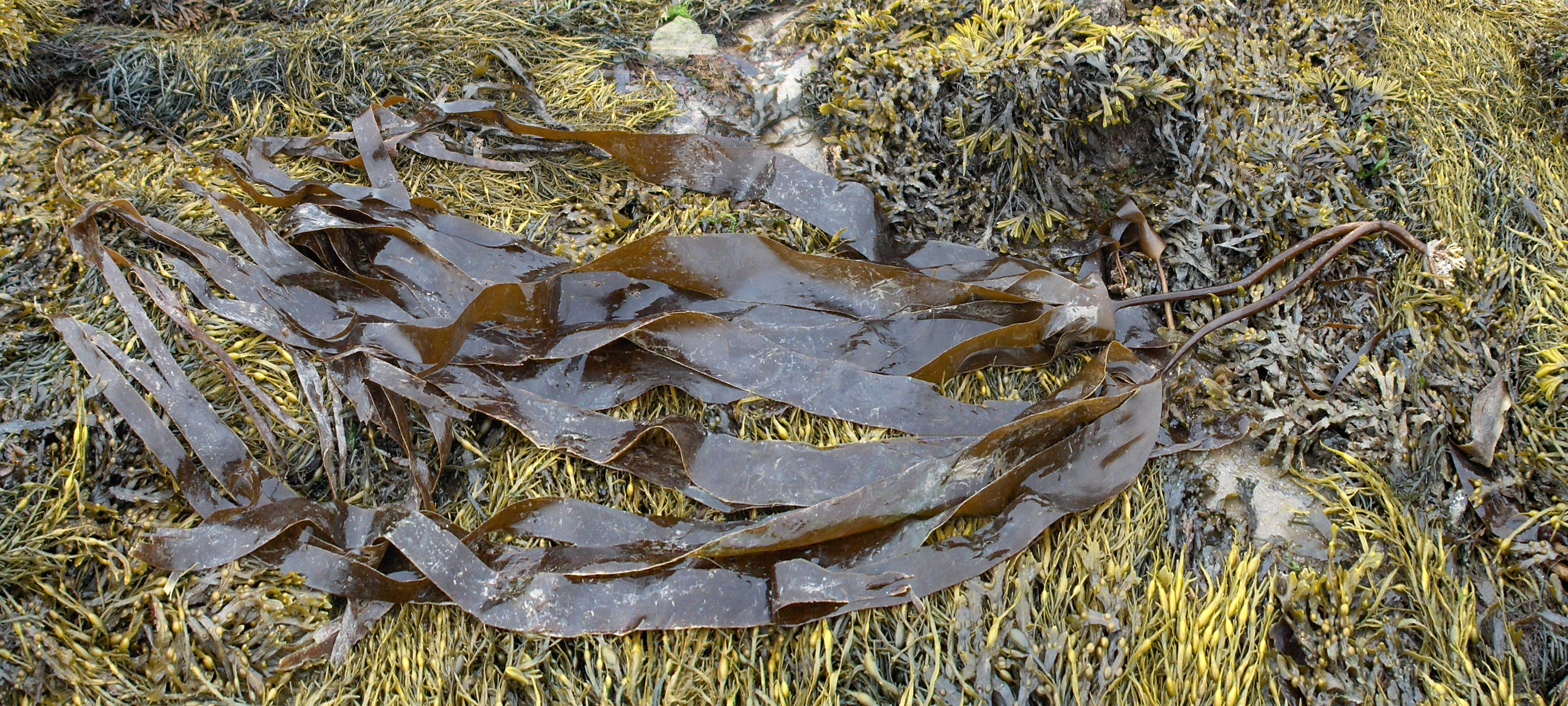
Frondas de Laminaria digitata lavada en la costa. Cada fronda mide más de 2 m de largo.

## Especies
Existen alrededor de 30 especies en el género Laminaria (algunas de las cuales proceden de la división del género Saccharina).
- Laminaria abyssalis A.B.Joly & E.C.Oliveira — Atlántico de Sudamérica[8][9]
- Laminaria agardhii Kjellm. [10] — Atlántico de Nortemérica [11]
- Laminaria angustata Kjellm. — Japón[12][13]
- Laminaria appressirhiza Ju.E.Petrov & V.B.Vozzhinskaya[14]
- Laminaria brasiliensis A.B.Loly & E.C.Oliveira
- Laminaria brongardiana Postels & Rupr. [15]
- Laminaria bulbosa J.V.Lamour.
- Laminaria bullata Kjellm.
- Laminaria complanata (Setch. & N.L.Garder) Muenscher
- Laminaria dentigera Kjellm. — Pacífico de Norteamérican: del estrecho de Bering a Baja California [16]
- Laminaria diabolica Miyabe
- Laminaria digitata (Huds.) J.V.Lamour.
- Laminaria ephemera Setch. — Pacífico de Norteamérica: de Vancouver a California [16]
- Laminaria farlowii Setch. — costas del Pacífico de Norteamérica [16]
- Laminaria flexicalus .
- Laminaria hyperborea  (Gunnerus) Foslie
- Laminaria inclinatorhiza Ju.E.Petrov & V.Vozzhinskaya
- Laminaria japonica Aresch. — Japón[12][17]
- Laminaria multiplicata Ju.E.Petrov & M.Suchovejeva
- Laminaria nigripes J.Agardh
- Laminaria ochroleuca Bach.Pyl.
- Laminaria pallida Grev. — Sudáfrica ,[18] océano Índico, islas Canarias y de Tristán da Cunha [19]
- Laminaria platymeris Bach.Pyl.
- Laminaria rodriguezii Bornet
- Laminaria ruprechtii (Aresch.) Setch.
- Laminaria saccharina (L.) J.V.Lamour.
- Laminaria sachalinensis (Miyabe) Miyabe
- Laminaria setchellii P.C.Silva
- Laminaria sinclairii (Harv. ex Hook.f. & Harv.) Farl., Anderson & Eaton — costas del Pacífico norteamericanas [16]
- Laminaria solidugula J.Agardh
- Laminaria yezoensis Miyabe

## Galería

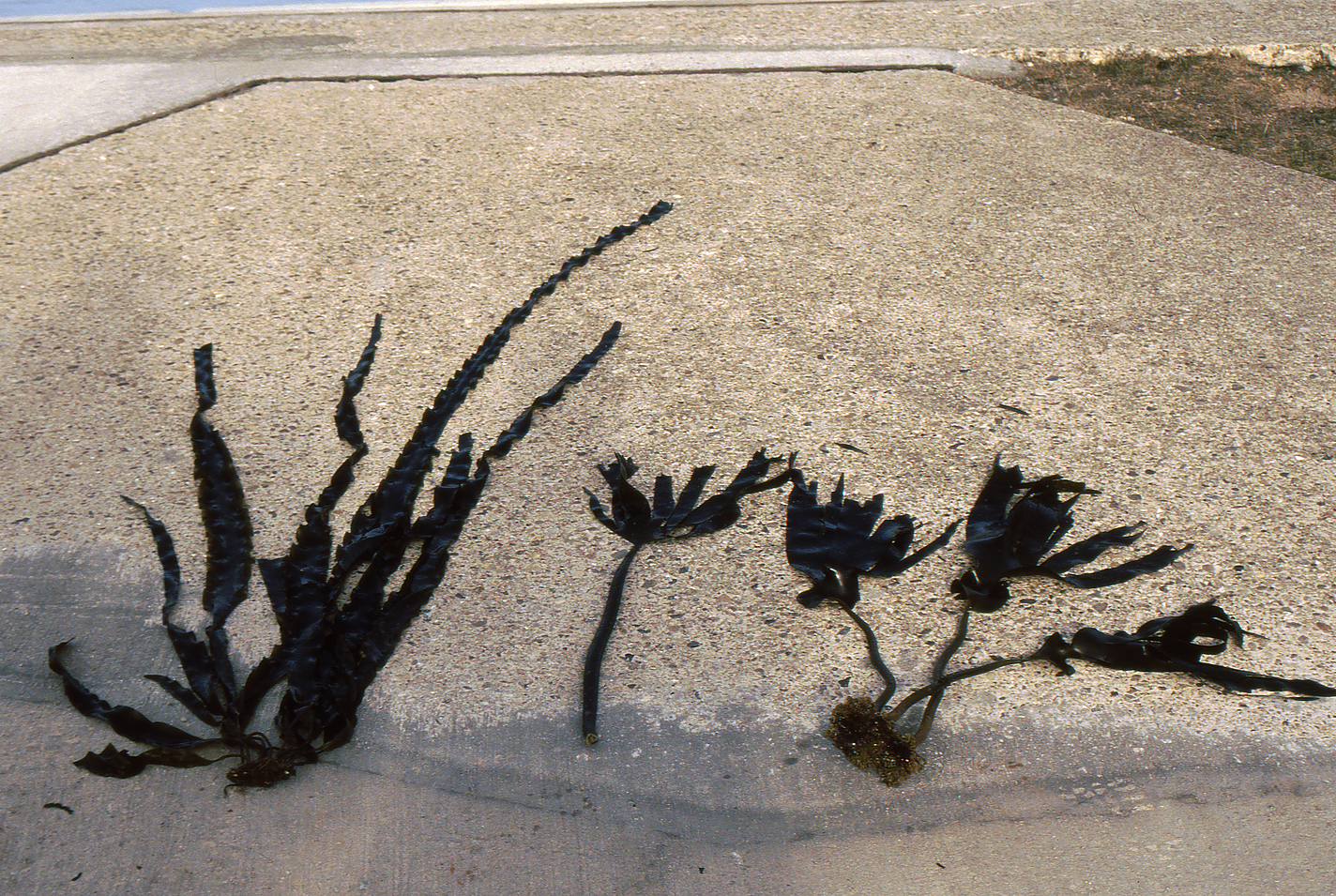
Saccharina latissima, L. digitata y L. hyperborea
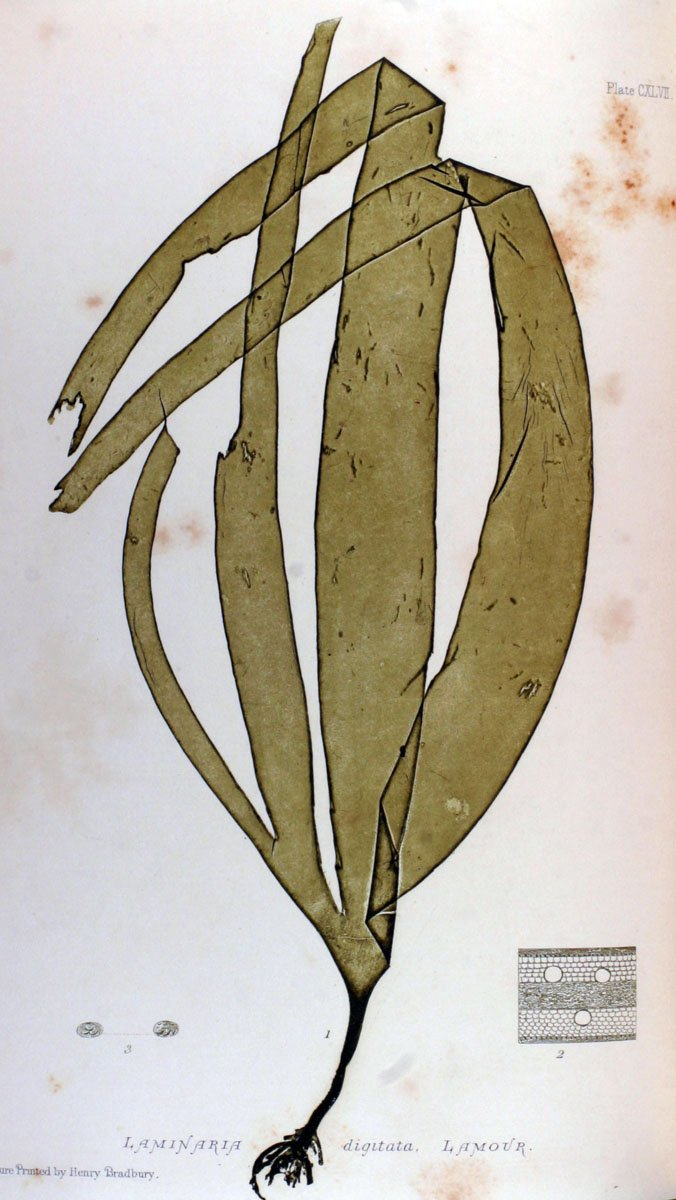
L. digitata
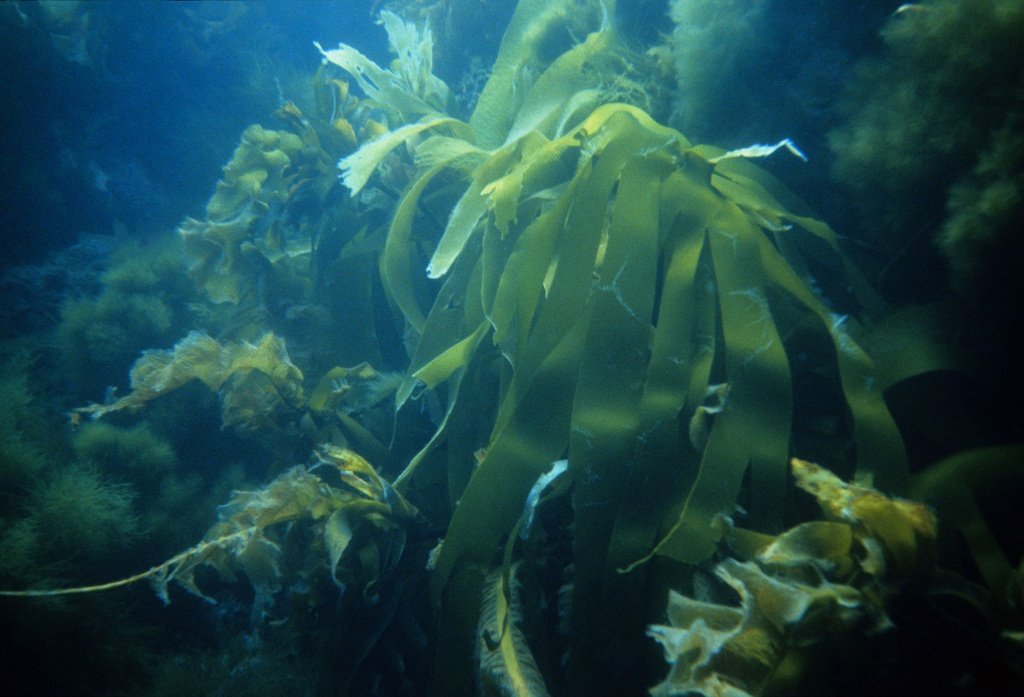
Laminaria en el fondo del mar.